# زایلاناز
زایلاناز (انگلیسی: Xylanase) به هرگونه آنزیمی که سبب تجزیهٔ پلی‌ساکارید زیلان و تبدیلش به گزیلوز گفته می‌شود و این عمل در نهایت سبب تجزیهٔ همی‌سلولز می‌شود که یکی از اجزاء ساختمانی مهم دیواره سلول گیاهان به‌شمار می‌رود. این آنزیم یکی از دلایل توانایی زندگی میکروب‌ها بر روی گیاهان است که از آن به‌عنوان مادهٔ مغذی استفاده می‌کنند. زایلانازها توسط قارچ‌ها، باکتری‌ها، مخمرها، جلبک‌های دریایی، تک‌یاختگان، حلزون‌ها، سخت‌پوستانان، حشرات، دانه‌ها و غیره ساخته می‌شوند. پستانداران توانایی ساخت زایلانازها را ندارند. منبع اصلی زایلاناز صنعتی، قارچ‌های رشته‌ای هستند.
از این آنزیم در سفیدسازی مغز چوب پیش از فرایند کاغذسازی و همچنین افزایش هضم‌پذیری سیلاژ در دام‌ها استفاده می‌شود (در این زمینه، برای هضم بی‌هوازی هم کاربرد دارد).
جدای مصرف این آنزیم‌ها در صنعت کاغذ و خمیرکاغذ، از آن به‌عنوان افزودنی غذایی برای گوشت ماکیان، آرد گندم (خمیرگیری را بهبود می‌بخشد)، افزایش کیفیت محصولات تنوری، جداسازی قهوه، روغن‌های گیاهی، نشاسته، بهینه‌سازی سیلاژ و خوراک دام و سرانجام، شفاف‌سازی آب‌میوه‌ها و صمغ‌گیری (فسفاتیدزُدایی) فیبرهای گیاهی از کتان، کنف، چتایی و رامی استفاده می‌شود. مقالات علمی فراوانی دربارهٔ استفاده‌های مهم این آنزیم‌ها در بیوتکنولوژی، نحوهٔ پایش آنها در منابع میکروبی، روش‌های تولید، ویژگی‌ها، نحوهٔ تلخیص و استفاده صنعتی و تجاری از آن موجود است.
در آینده ممکن است بتوان از زایلاناز برای تولید زیست‌سوخت از مواد گیاهی غیرقابل استفاده بهره‌برداری کرد.

## برای مطالعهٔ بیشتر
- Dashek, William V (1997). "Xylanase". Methods in Plant Biochemistry and Molecular Biology. CRC Press. pp. 313–5. ISBN 0-8493-9480-5. Xylans can by hydrolyzed by β-xylanase
- Risk Assessment Summary, CEPA 1999. Trichoderma reesei 1391A
- Risk Assessment Summary, CEPA 1999. Trichoderma reesei P345A
- Risk Assessment Summary, CEPA 1999. Trichoderma reesei P210A
- Risk Assessment Summary, CEPA 1999. Trichoderma longibrachiatum RM4-100